# Plectranthias parini
Plectranthias parini är en fiskart som beskrevs av Anderson och Randall, 1991. Plectranthias parini ingår i släktet Plectranthias och familjen havsabborrfiskar. Inga underarter finns listade i Catalogue of Life.